# رئيس أركان جيش الولايات المتحدة
رئيس أركان جيش الولايات المتحدة (بالإنجليزية:Chief of Staff of the United States Army) هو منصب عسكري وقانوني في جيش الولايات المتحدة يشغله القائد العام للقوات المسلحة بصفته الضابط الأعلى رتبة المعين للخدمة في إدارة الجيش. رئيس أركان الجيش هو عضو في هيئة الأركان المشتركة وبالتالي فهو أيضا مستشار عسكري لمجلس الأمن القومي ووزير الدفاع ورئيس الولايات المتحدة. عادة ما يكون رئيس أركان الجيش هو الضابط الأعلى رتبة في الخدمة الفعلية في الجيش الأمريكي.
رئيس أركان الجيش هو منصب إداري مقره البنتاغون. في حين أن رئيس أركان الجيش لا يتمتع بسلطة قيادة عملياتية على قوات الجيش المناسبة (التي تقع ضمن اختصاص قادة المقاتلين الذين يقدمون تقاريرهم إلى وزير الدفاع)، إلا أن رئيس أركان الجيش يشرف على وحدات الجيش والمنظمات بصفته نائبا عن وزير الدفاع.
رئيس أركان الجيش الحالي هو الجنرال جيمس سي ماكونفيل [الإنجليزية] وهو رئيس الاركان الأربعون لجيش الولايات المتحدة.

## التعيين
يرشح رئيس أركان الجيش من قبل رئيس الولايات المتحدة الأمريكية ليشغل المنصب لمدة أربع سنوات، ويجب أن يصادق مجلس الشيوخ على هذا الترشيح. يمكن إعادة تعيين رئيس أركان الجيش لفترة أخرى ولكن فقط خلال أوقات الحرب المعلنة من قبل الكونجرس أو الطوارئ الوطنية. بموجب القانون يحمل رئيس أركان الجيش رتبة جنرال بأربع نجوم على الكتفين.

## قائمة رؤساء أركان الجيش
فيما يلي قائمة برؤساء أركان جيش الولايات المتحدة عبر التاريخ:
| #   | الاسم                                            | الصورة | بدأ البداية    | فترة النهاية    | ملاحظات                                                            |
| --- | ------------------------------------------------ | ------ | -------------- | --------------- | ------------------------------------------------------------------ |
| 1.  | صموئيل بالدوين ماركس يونغ                        |        | 15 أغسطس 1903  | 8 يناير 1904    |                                                                    |
| 2.  | عدنا تشافي                                       |        | 19 أغسطس 1904  | 14 يناير 1906   |                                                                    |
| 3.  | جون كولتر بيتس                                   |        | 15 يناير 1906  | 13 أبريل 1906   | عاصر الحرب الأهلية ليكون بمثابة رئيس للأركان                       |
| 4.  | جيمس فرانكلين بيل                                |        | 14 أبريل 1906  | 21 أبريل 1910   |                                                                    |
| 5.  | ليونارد وود                                      |        | 22 أبريل 1910  | 21 أبريل 1914   |                                                                    |
| 6.  | وليام والاس واذرسبون                             |        | 22 أبريل 1914  | 16 نوفمبر 1914  |                                                                    |
| 7.  | هيو لينوكس سكوت                                  |        | 17 نوفمبر 1914 | 22 سبتمبر 1917  |                                                                    |
| 8.  | الجنرال تاسكر هاوارد بليس                        |        | 23 سبتمبر 1917 | 19 مايو، 1918   |                                                                    |
| 9.  | الجنرال بيتن كونواي مارس                         |        | 20 مايو 1918   | 30 يونيو 1921   |                                                                    |
| 10. | جون بيرشنغ                                       |        | 1 يوليو 1921   | 13 سبتمبر 1924  |                                                                    |
| 11. | جون ليونارد هاينز                                |        | 14 سبتمبر 1924 | N20 نوفمبر 1926 |                                                                    |
| 12. | الجنرال تشارلز بيلوت سمرال                       |        | 21 نوفمبر 1926 | 20 نوفمبر 1930  |                                                                    |
| 13. | الجنرال دوغلاس ماكارثر                           |        | 21 نوفمبر 1930 | 1 أكتوبر 1935   |                                                                    |
| 14. | الجنرال مالين كريج                               |        | 2 أكتوبر 1935  | 31 أغسطس 1939   |                                                                    |
| 15. | جورج مارشال                                      |        | 1 سبتمبر 1939  | 18 نوفمبر 1945  |                                                                    |
| 16. | دوايت أيزنهاور                                   |        | 19 نوفمبر 1945 | 6 فبراير 1948   |                                                                    |
| 17. | عمر برادلي                                       |        | 7 فبراير 1948  | 15 أغسطس 1949   | استقال ليصبح أول رئيس هيئة الأركان المشتركة الأمريكية              |
| 18. | الجنرال جوزف لاوتن كولينز                        |        | 16 أغسطس 1949  | 14 أغسطس 1953   |                                                                    |
| 19. | الجنرال ماثيو ريدجواي                            |        | 15 أغسطس 1953  | 29 يونيو 1955   | من ايام الحرب العالمية الأولى المخضرم ليكون بمثابة رئيس للأركان    |
| 20. | الجنرال ماكسويل تايلور دافنبورت                  |        | 30 يونيو 1955  | 30 يونيو 1959   |                                                                    |
| 21. | الجنرال ليمان ليمنيتزر                           |        | 1 يوليو 1959   | 30 سبتمبر 1960  |                                                                    |
| 22. | الجنرال جورج ديكر                                |        | 1 أكتوبر 1960  | 30 سبتمبر 1962  |                                                                    |
| 23. | الجنرال ايرل ويلر                                |        | 1 أكتوبر 1962  | 2 يوليو 1964    |                                                                    |
| 24. | الجنرال هارولد كيث جونسون                        |        | 3 يوليو 1964   | 2 يوليو 1968    |                                                                    |
| 25. | الجنرال وليام ويستمورلاند                        |        | 3 يوليو 1968   | يونيو 30، 1972  |                                                                    |
|     | الجنرال بروس بالمر جونيور                        |        | 1 يوليو 1972   | 11 أكتوبر 1972  | ممثل                                                               |
| 26. | الجنرال كريتون أبرامز                            |        | 12 أكتوبر 1972 | 4 سبتمبر 1974   | توفي في منصبه                                                      |
| 27. | الجنرال فريدريك كارلتون ويند                     |        | 3 أكتوبر 1974  | 30 سبتمبر 1976  |                                                                    |
| 28. | الجنرال برنارد وليام روجرز                       |        | 1 أكتوبر 1976  | 21 يونيو 1979   | عاصر الحرب العالمية الثانية ليكون بمثابة رئيس للأركان              |
| 29. | الجنرال إدوارد تشارلز ماير                       |        | 22 يونيو 1979  | 21 يونيو 1983   |                                                                    |
| 30. | الجنرال جون آدامز ويكهام جونيور                  |        | 23 يوليو 1983  | 23 يونيو 1987   | عاصر الحرب الكورية ليكون بمثابة رئيس للأركان                       |
| 31. | الجنرال كارل إدوارد فيونو                        |        | 23 يونيو 1987  | 21 يونيو, 1991  |                                                                    |
| 32. | الجنرال جوردون رسل سوليفان                       |        | 21 يونيو 1991  | 20 يونيو 1995   |                                                                    |
| 33. | الجنرال دينيس رايمر                              |        | 20 يونيو 1995  | 21 يونيو 1999   |                                                                    |
| 34. | الجنرال اريك شينسكي                              |        | 21 يونيو 1999  | 11 يونيو 2003   | عصار قدامى المحاربين في فيتنام ليكون بمثابة رئيس للأركان           |
| 35. | الجنرال بيتر شوميكر                              |        | 1 أغسطس 2003   | 10 أبريل 2007   | تقاعد ليتولي منصب رئيس الأركان. وكان قد تقاعد لأول مرة في عام 2000 |
| 36. | الجنرال جورج وليام كيسي جونيور                   |        | 10 أبريل 2007  | 10 أبريل 2011   |                                                                    |
| 37. | الجنرال مارتن ديمبسي                             |        | 11 أبريل 2011  | 7 سبتمبر 2011   | فترة تقصير بسبب تعيين رئيسا الأركان المشتركة                       |
| 38. | الجنرال ريموند توماس أوديرنو                     |        | 7 سبتمبر 2011  | 14 أغسطس, 2015  |                                                                    |
| 39. | الجنرال مارك الكسندر ميلي                        |        | 14 أغسطس 2015  | 9 أغسطس 2019    |                                                                    |
| 40  | الجنرال جيمس سي ماكونفيل [الإنجليزية] (ولد 1959) |        | 9 أغسطس 2019   | في المنصب       |                                                                    |

## روابط خارجية
- الفيلم القصير Big Picture: Top Soldier متوفر للتحميل من موقع أرشيف الإنترنت [المزيد]